# Olga Barényi
Olga Barényi (4. července 1905 v Kroměříži – 3. srpna 1978 v Mnichově, Spolková republika Německo) je spisovatelský pseudonym a podle vlastní životopisné legendy i rodné jméno české spisovatelky, píšící do roku 1945 česky a poté v rakouském a německém exilu německy. Původně působila jako herečka v Praze a v Bratislavě.

## Jména a používané pseudonymy
Aloisie Anna Voznicová (rodné jméno), provdána Halvaxová (1927) a Gerstbergerová (1938). Herecké pseudonymy: Olga Bělská (1925–1926), Olga, Luisa nebo Louisa Voznicová (1926–1928). Spisovatelské pseudonymy: Olga Barényi (1938–1961), Olga Barényiová (1941–1942), Hilde Wangel (1948), O. B. (1949), Olga von Barényi (od 1955).

## Životopis

### Mládí a studium (1905–1927)

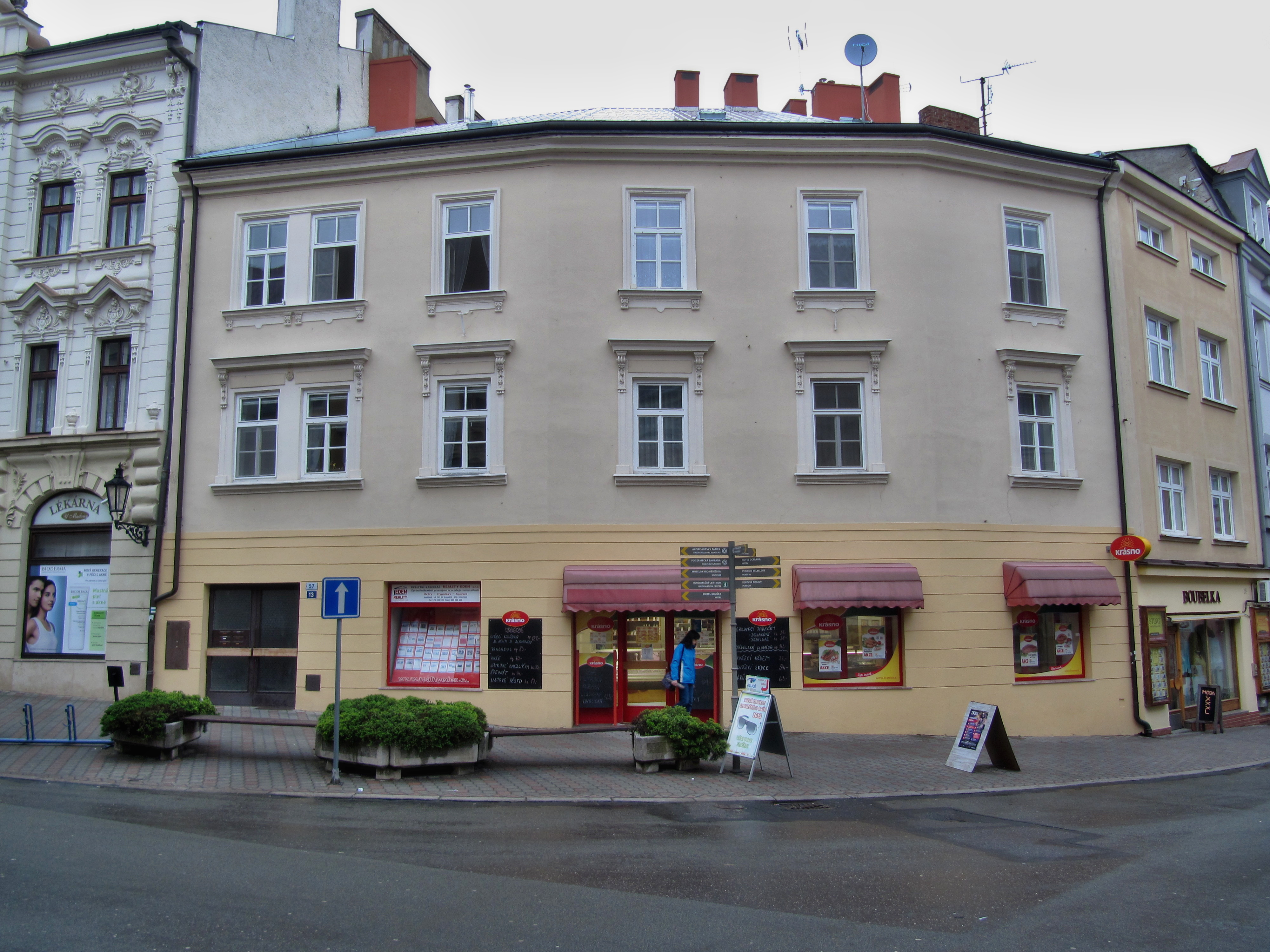
Možný rodný dům ve Vodní ulici 59 (dnes 57/13) v Kroměříži.
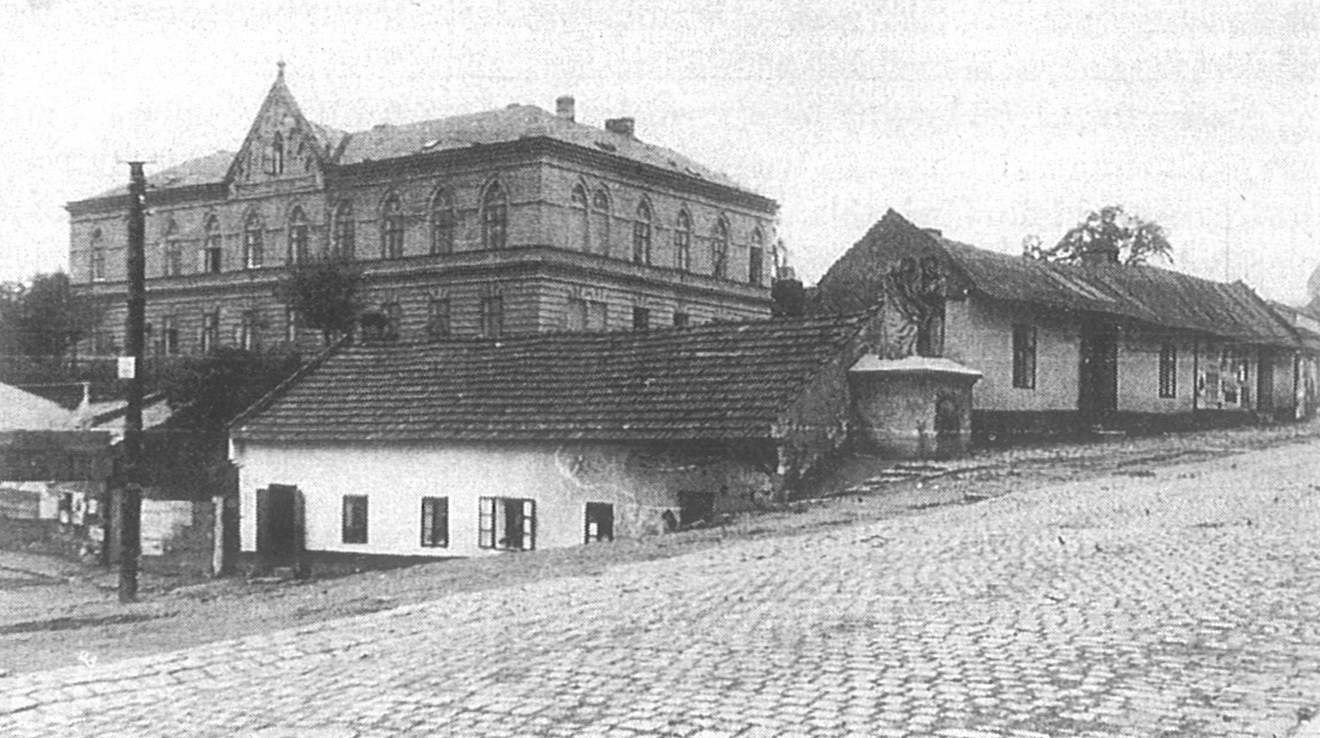
Sirotčinec v Kroměříži někdy před rokem 1920 (dnes slouží jako zdravotnické zařízení).
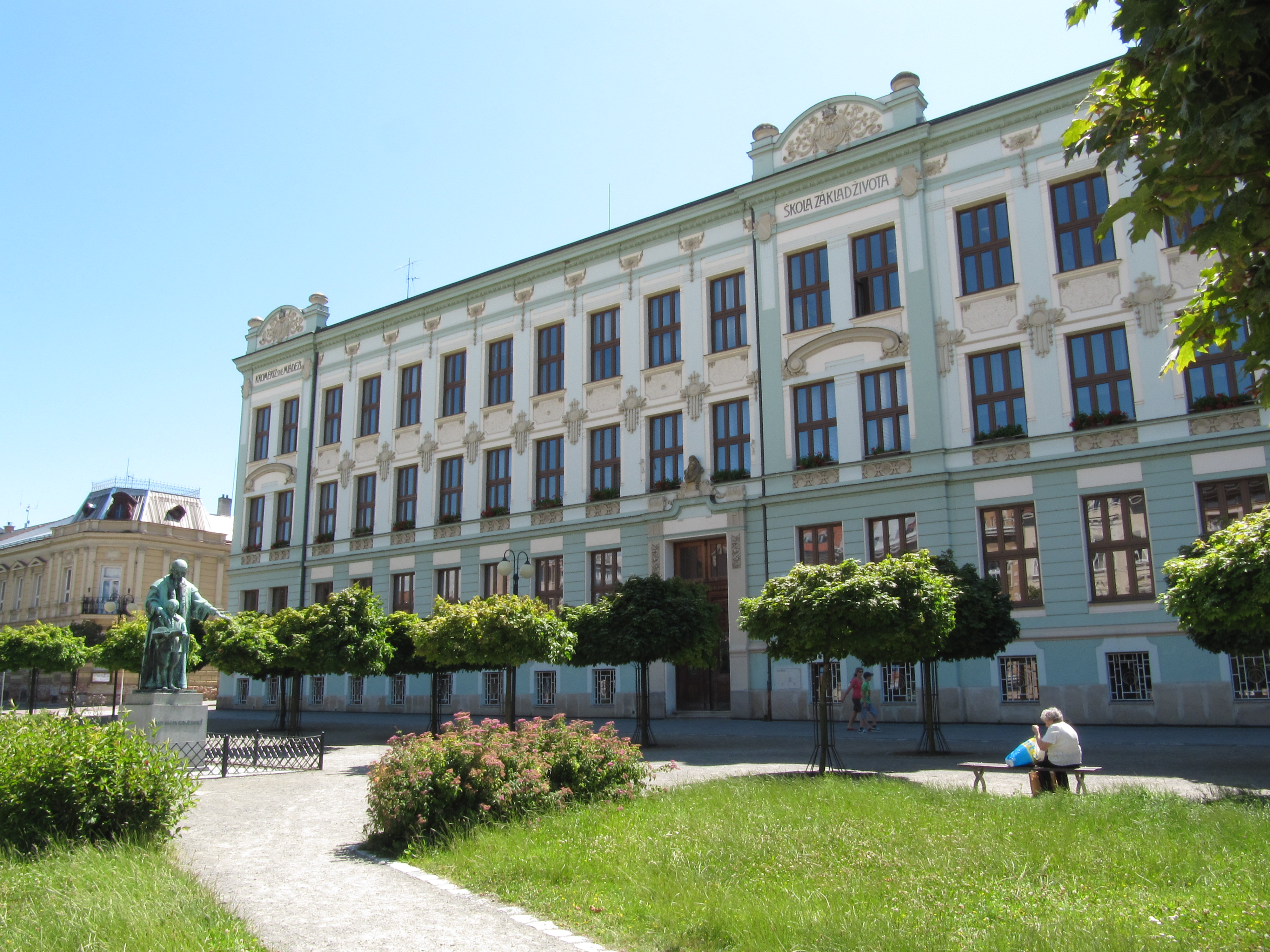
Bývalá Komenského dívčí měšťanská škola v Kroměříži (dnes Základní škola).
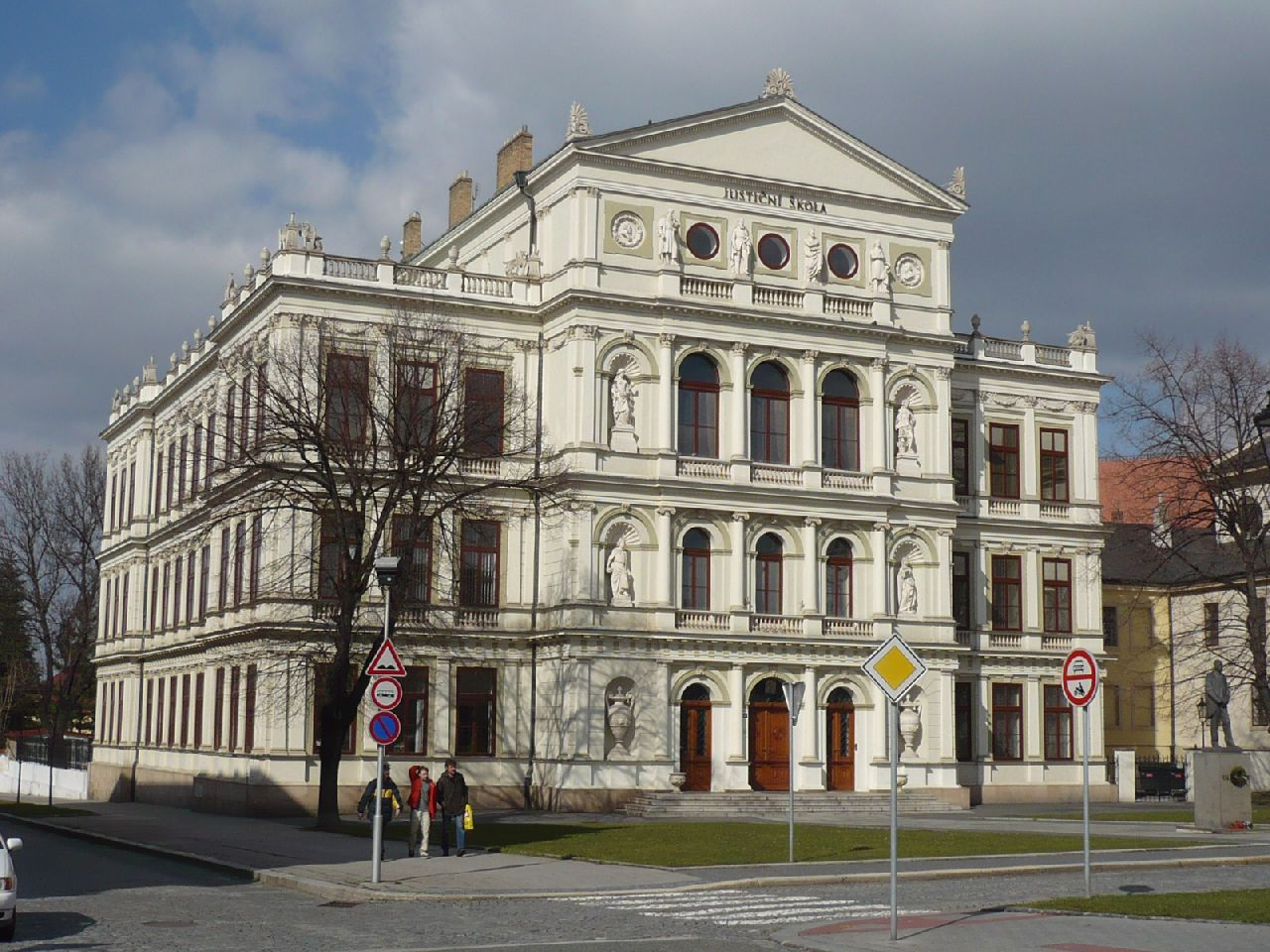
Bývalý Státní ústav ku vzdělávání učitelů v Kroměříži (dnes Justiční akademie).
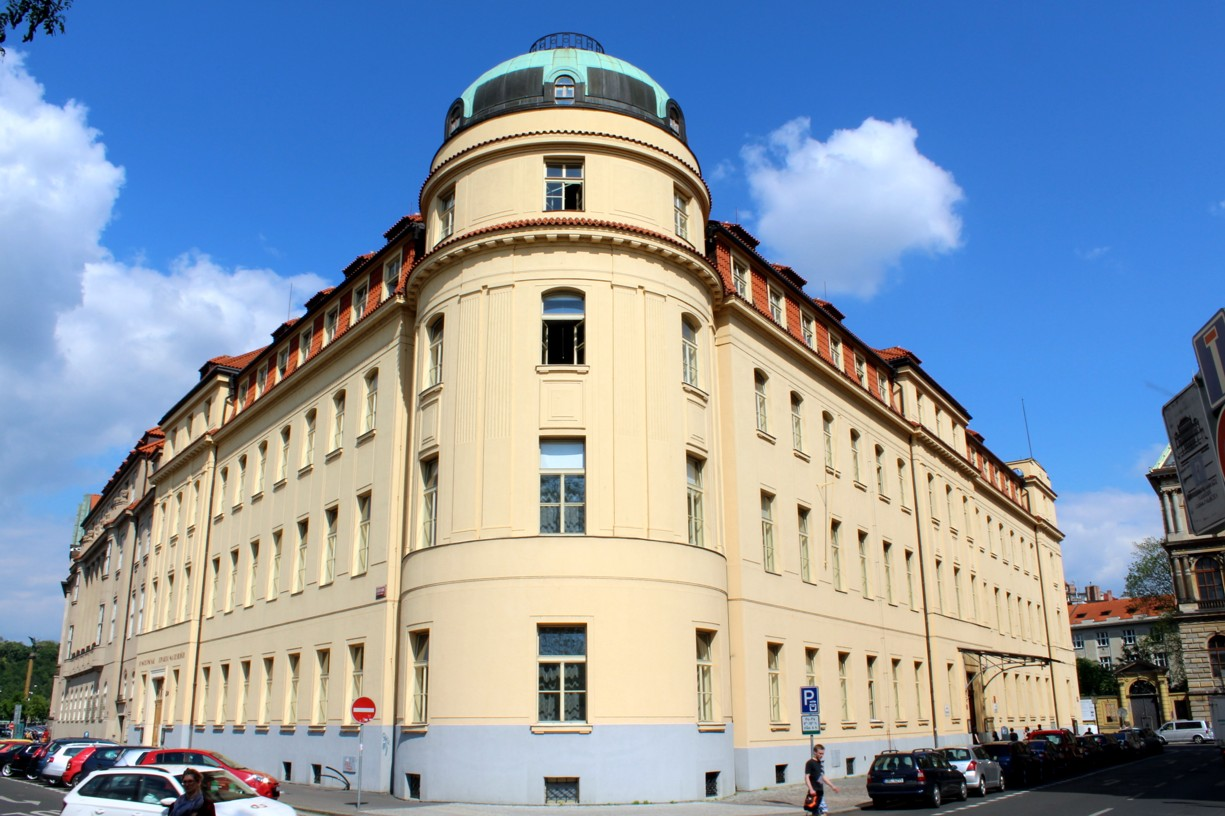
Státní konservatoř hudby v Praze (dnes Pražská konzervatoř).

Narodila se 4. července 1905 v Kroměříži v rodině bednáře Aloise Voznici, původem z Olomouce, a švadleny Anny roz. Korčianové, původem z Hoštic u Zdounek, patrně jako druhorozené dítě. Roku 1917 jí zemřela matka, otec v té době sloužil ve válčící rakouskouherské armádě. Proto strávila zhruba dva roky v kroměřížském sirotčinci. Absolvovala tři třídy měšťanské školy a tři ročníky Státního ústavu ku vzdělávání učitelů v Kroměříži. Roku 1923 nastoupila na dramatické oddělení Státní hudební a dramatické konservatoře v Brně, po prvním ročníku přešla na Státní konservatoř hudby v Praze do třídy Marie Laudové-Hořicové. Zde studovala v ročníku s Lolou Skrbkovou a Světlou Svozilovou. Brzy začala hrát i mimo školu v různých ochotnických uskupeních. Zřejmě jako krytí vůči vedení konzervatoře požádala roku 1925 úřady o změnu jména na Olgu Bělskou. Z dokumentů není zřejmé, zda jí úřady vyhověly, prokazatelně však pod tímto jménem účinkovala v inscenacích Divadla mladých (základ budoucího Osvobozeného divadla) Fraška o mistru Miminovi a Když ženy něco slaví… (1925–1926) v režii Jiřího Frejky. Pod jménem Olga Voznicová pak hrála v inscenaci Dětský karneval (1926) dalšího významného avantgardního souboru, Uměleckého studia Vladimíra Gamzy. Dostupné kritiky hodnotí její herecké výkony, ať již na konzervatoři nebo v avantgardních divadlech, většinou výrazně kladně.

### Bratislava, Vídeň, Praha (1927–1938)

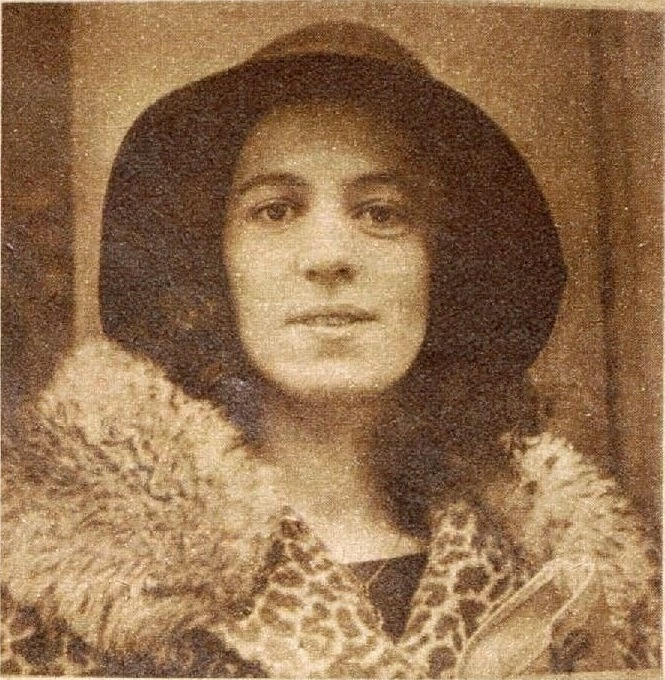
Olga Barényi po osvobozujícím rozsudku vídeňského soudu (1931).

Po absolutoriu konzervatoře (1927) nastoupila jako elévka v činohře Slovenského národního divadla v Bratislavě s roční smlouvou. Podle soupisu repertoáru SND zde účinkovala v šestnácti inscenacích. V listopadu 1927 se provdala za architekta a výtvarníka Ferencze Halvaxe (nar. 1900 v Bratislavě), bez státní příslušnosti. Sňatkem i ona sama o čsl. občanství přišla. Podle některých zdrojů krátce po svatbě požádala o rozvod, řízení ale skončilo až roku 1933. Zřejmě již v době působení v SND začala v Bratislavě provozovat dramatickou a rytmickou školu pro děti. Krátce před skončením smlouvy v SND se pokusila o sebevraždu. Někdy v roce 1930 začala spolupracovat s čsl. rozvědkou, zřejmě s brněnskou expoziturou. Na podzim odjela do Vídně, není však jasné, zda cesta měla vyzvědačské poslání. Podle rakouského deníku Stunde přijela kvůli gynekologické operaci. Navázala vztah s důstojnickým čekatelem Franzem Brandnerem a v prosinci byla zatčena pro podezření ze špionáže proti Rakousku. Vyšetřování probíhalo komplikovaně a zapojili se do něj i psychiatři, protože se po zatčení zřejmě opět pokusila o sebevraždu. V březnu 1931 byla vídeňským soudem osvobozena a současně vypovězena z Rakouska. Podrobnou reportáž o celé kauze otiskly Lidové noviny. Vídeňský tisk v případu viděl blamáž rakouských úřadů. Proces byl sledován v nečekaně vysoké míře i tiskem v USA. Ten vše hodnotil spíše jako důsledek originárního či megalomanického bludu („mirror mania“) psychotické osobnosti. V červenci byla v Brně Černovicích pod krycím jménem Helena Schwarzová nalezena se známkami otravy veronalem. Během ošetření zdůrazňovala, že je vyzvědačka. Hospitalizovali ji na černovické psychiatrii a v září byla propuštěna ze zpravodajských služeb. Otec ji odvezl do Kroměříže, kde se po dvou dnech opět přiotrávila veronalem. Po ošetření odjela přes Bratislavu do Vídně, kde se neúspěšně pokoušela přesvědčit úřady, aby jí povolily pobyt v Rakousku, protože v ČSR jí hrozí psychiatrické léčení. Po návratu z Rakouska nabídla své služby Hlavnímu štábu v Praze, byla však odmítnuta. Až do dubna 1932 ji policie sledovala pro podezření z vyzvědačství ve prospěch Rakouska a Německa. V říjnu 1931 se v Břeclavi potkala s bývalým starším spolužákem z hudebního oddělení konzervatoře, hudebníkem Ludvíkem Vogelem (nar. 1901 v Táboře) a navázala s ním vztah. Společně odjeli do Prahy, kde se Vogel živil jako barový muzikant, patrně s minimálními výdělky. Pobyt v Praze několikrát přerušili, zřejmě vždy po dobu mimopražských angažmá. V pražské přihlášce k pobytu z roku 1935 uvedla, že je herečka Nového divadla; mohlo jít o Pražské dětské divadlo Míly Mellanové, které u Oldřicha Nového v té době hrávalo. Až do roku 1937 zřejmě žila s Vogelem ve společné domácnosti. V březnu 1938 se přestěhovala do Holešovic, do bytu komerčního úředníka Antona Rudolfa Gerstbergera (nar. 1910 ve Slezské Ostravě), českého Němce, za něhož se v květnu provdala. V dubnu 1938 začala pod pseudonymem Olga Barényi pravidelně publikovat povídky v časopisu Ahoj, poslední za toto období vyšla v prvním pomnichovském čísle. Před Mnichovem byl Gerstberger mobilizován do československé armády a sloužil jako desátník Horského pěšího pluku 1. v Dolném Kubíně na Slovensku.

### Protektorát (1939–1945)
Dva týdny po vzniku Protektorátu vstoupil Anton Gerstberger do NSDAP (členství mu bylo roku 1941 pozastaveno) a stal se příslušníkem pražské standarty SA. V červenci 1939 požádali Gerstbergerovi o říšské občanství a to jim bylo v lednu 1940 uděleno. Gerstbergerovou vyšetřovalo Gestapo kvůli vyzvědačské minulosti, ale řízení bylo zastaveno, především díky výpovědi jejího někdejšího řídícího důstojníka Václava Lysáka. Evidentně autobiografický motiv české špionky později použila ve svém románu Der tote Briefkasten. Gerstberger se zřejmě zúčastnil bojů na frontě, byl údajně raněn a vyznamenán Železným křížem II. stupně. Po návratu do Prahy arizoval židovský majetek; manželka za něj vedla obchod kůžemi v Dlouhé třídě. Bývalý partner Gerstbergerové Ludvík Vogel byl v listopadu 1941 deportován do Terezína a v lednu 1942 do Rigy. Tam stopa končí. Od října 1940 začala Gerstbergerová pod pseudonymem Olga Barényi opět pravidelně publikovat povídky v týdeníku Ahoj (celkem se jich zachovalo 81), v říjnu 1941 vydala (jako Barényiová) svůj první román Janka s manželovým doslovem. V rychlém sledu následovaly další tři díly volné psychologické tetralogie s dětskými a mladými hrdinkami, které se utkávají s hendikepem svého původu a s nepřízní osudu (Rybí náměstí, Předehra, Sedmé dveře). Zároveň vznikala legenda o jejím maďarsko-německém původu, o narození až roku 1910, o rodném jménu Barényi, o dětství prožitém v klášterním internátu a v pěstounské péči. Na všeobecném rozšíření této legendy se zřejmě podílela sama Gerstbergerová, takže ji převzaly i dobové kritiky v tisku a nejstarší životopisný zdroj – esej a medailon Františka Jakubův. Kritiky jejích knih vyznívaly až na výjimky pozitivně, oceňovaly novátorskou formu a poučenost moderní evropskou literaturou. Dílčí výhrady kritiků směřovaly k jisté nepochopitelnosti některých motivů, přílišné lehkosti psaní a k nadprodukci. Jedinou vysloveně odmítavou kritiku se podle dodatečného svědectví redaktora Peiger–Tavarnoka pokusila zvrátit legendou o Heydrichově popudu k napsání knihy a hrozbami Gestapem. Poněkud horší kritický ohlas zaznamenaly její divadelní hry (1943–1944), přesto tři z nich byly úspěšně inscenovány a vyšly i ve výpravných knižních vydáních. Z nich tematicky nejzajímavější Herečka byla inspirována životem a uměleckou kariérou mladé herečky Jarmily Horákové. V Pražském divadle na Poříčí ji inscenoval František Salzer se Zorkou Janů v titulní roli. Současně o Horákové napsala lyrickou novelu Šťastná Jarinka, která věrněji než hra reflektuje její deník po faktické stránce, ale zároveň je osobnější svou výpovědí. Za vrchol její české tvorby je považován Román, vydaný jako její poslední česky psaná kniha v dubnu 1945. V něm zužitkovala již dříve vyzkoušené postupy prolínání autobiografických motivů s fikcí a doplnila je úvahami o psaní románu a o tvorbě obecně. Jediná tiskem vydaná kritika vyzněla spíše odmítavě.

### Pražské povstání (1945)
Po začátku Pražského povstání (7. 5.) byli Gerstbergerovi zatčeni a jejich holešovický byt povstalci zajistili. Gerstbergerovou po dvou dnech na zásah jakési vlivné osobnosti propustili, její manžel však zůstal ve vazbě. Během dalšího období se všemi prostředky snažila dosáhnout propuštění manžela z vazby a uvolnění bytu. Proti ní svědčili občané z okolí. Některá svědectví o aroganci Gerstbergerových během okupace působí přesvědčivě, jiná mají až komický nádech. V červnu byla Gerstbergerová v přechodném bydlišti u své známé znovu zatčena a ve vazbě na Pankráci strávila asi měsíc a půl. Během vazby působila jako agentka svého mocného ochránce, záhadného Dr. Wolfa či Weisse ze Zemského odboru bezpečnosti (ZOB), kterému dodávala informace o jiných vězeňkyních i o chování českých dozorců. Hlavní představitele ZOB z tohoto období později karikovaně zobrazila ve svém románu Das tote Geleise (1961). Při všech výsleších i při zatčení prokazovala rodné jméno Barényi, rok narození 1910, neznámého otce a pěstounskou výchovu, absolutorium šesti semestrů filozofické fakulty. Zřejmě disponovala jakýmisi dokumenty k této identitě, v archivu Univerzity Karlovy se však žádný doklad o jejím studiu na UK nebo na Německé univerzitě v Praze nenašel. Přes petici obyvatel z okolí jejich holešovického bydliště byl Gerstberger v říjnu 1945 propuštěn z vazby a v únoru 1946 byl jim oběma za poněkud záhadných okolností povolen odjezd do Rakouska, čehož ihned využili.

### Exil (1946–1978)
Ve Vídni se úředně přihlásili k pobytu až v září 1946 a Gerstbergerová použila svou poupravenou identitu. Pod ní podle všeho žila i později v Západním Německu. Úřední stopa Gerstbergerových mizí v prosinci 1947, kdy se odhlásili z bydliště ve Vídni XIX, ale přihláška do nového bydliště ve Vídni XII již neexistuje. Tamní reálie ovšem figurují v její novinářské tvorbě. V Rakousku vydala v němčině dvě knihy, původně napsané česky, a pod pseudonymem Hilde Wangel sešitový kriminální miniromán Zwei Tassen Tee (1948). Od srpna 1948 publikovala povídky, fejetony i společensky a politicky angažované texty v rakouském komunistickém tisku. Satirickým fejetonem o večírku a módní přehlídce pro smetánku v paláci Schönburg v deníku Österreichische Volksstimme vyvolala v květnu 1949 aféru. Ministr vnitra Oskar Helmer vyslovil podezření, že Gerstbergerová má nacistickou minulost a pracuje pro sovětskou okupační správu, a na jednání vlády požadoval prověření její identity, jejího rakouského občanství a případné vypovězení z Rakouska. Vláda rozhodla, že občanství jí bylo propůjčeno ve státním zájmu. Krátce na to musel deník na základě soudního rozsudku zveřejnit dementi a omluvu, podle nichž se na večírku nic neprodávalo a žádná z manželek členů vlády se večírku nezúčastnila. Není vyloučeno, že právě kvůli této dohře neseriózně napsané reportáže s ní komunistické vydavatelství Globus přerušilo spolupráci – její poslední dostupný článek z tohoto období vyšel začátkem srpna 1949. Podle některých informací začala téměř bezprostředně publikovat v tiskovinách spolku Verband der Unabhängigen (VdU), který sdružoval kromě vyhnanců a válečných navrátilců i exponenty bývalého nacistického režimu v Rakousku a roku 1956 vplynul do vznikající FPÖ.

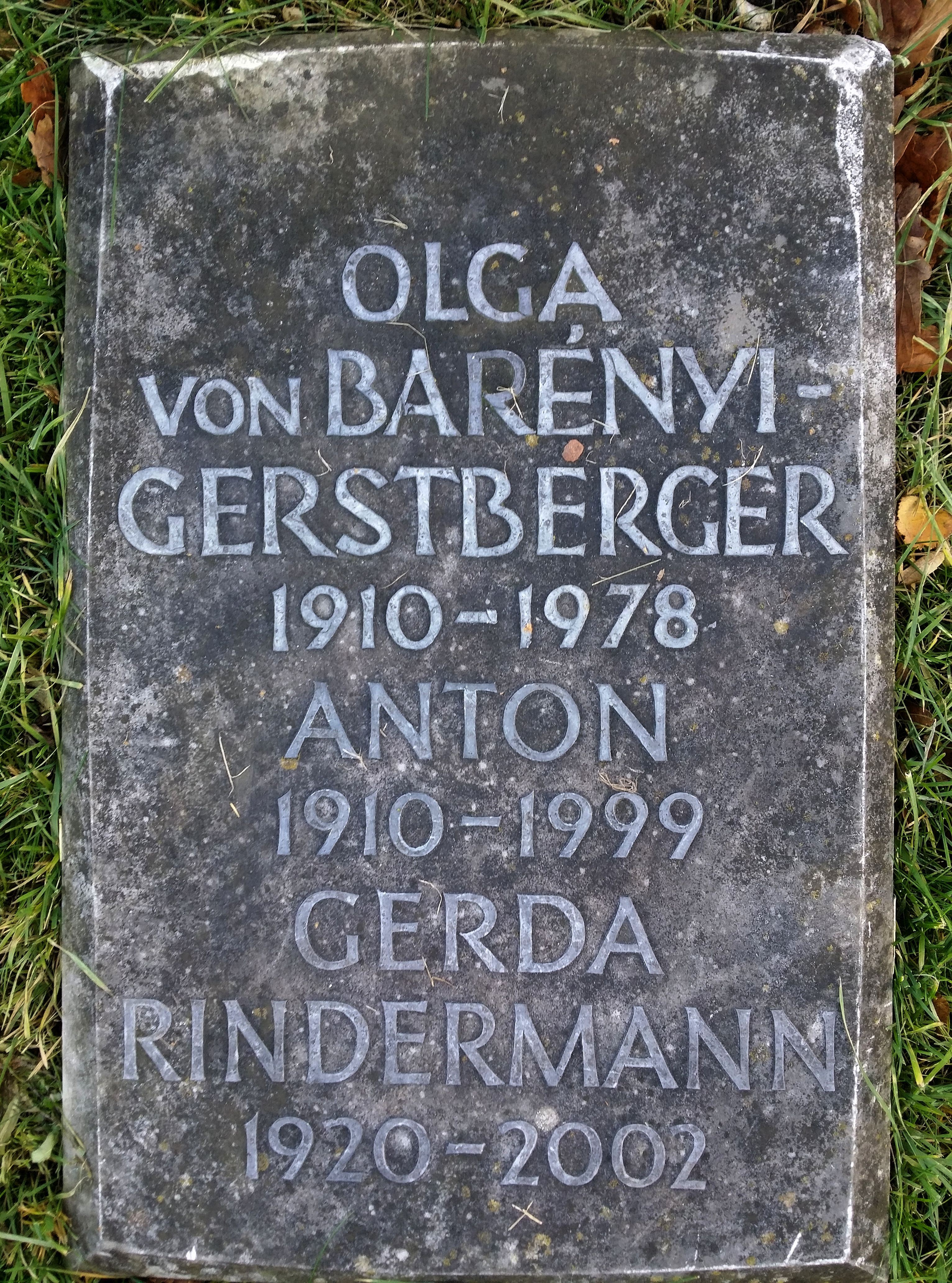
Náhrobek Olgy Barényi s nesprávným datem narození na mnichovském Nordfriedhof.

V roce 1951 se Gerstbergerovi přestěhovali z Vídně do Mnichova. O názorech a částečně i osudech Olgy Barényi v dalším období si lze udělat určitý obrázek pouze na základě její publicistické činnosti a knih vydaných v Německu. V květnu 1952 byla uvedena v seznamu české redakce Svobodné Evropy jako externí spolupracovnice pro satirické a hudební pořady. Roku 1955 publikovala v týdeníku Sudetendeutsche Zeitung čtyřdílné vzpomínky na Pražské povstání a stejné motivy později použila v románu Prager Totentanz (1958). Články i román podávají velmi jednostranný obraz té doby. Všechny nelidské krutosti jsou přisuzovány Čechům a dobový kontext německé okupace je zcela opominut. Román odsoudil oficiální československý tisk i exilová kritika. Další romány Der tote Briefkasten a Das tote Geleise se v podobném duchu zabývají československou komunistickou rozvědkou a emigrací, resp. situací v Československu během prvního roku po skončení války. Roku 1958 napsala pro mnichovský postnacistický měsíčník Deutsche Soldaten-Zeitung několik obsáhlých článků se vzpomínkami na Pražské povstání, a především s tvrdě odmítavou kritikou Deníku z Prahy 1945-46 od Margarete Schell. V letech 1958–1962 pravidelně publikovala v norském postnacistickém týdeníku Folk og Land ultrapravicově zaměřené politické články. Vrcholem této spolupráce bylo otištění jejího románu Dødsdans i Prag v norském překladu na pokračování. Poslední kniha Nicht wundern, nur… (asi 1977) obsahuje kratší texty z období let 1948–1976. Ze vzpomínek její známé Savitri Devi (vlastním jménem Maximiani Portas, 1905–1982), částečně dostupných v jejím internetovém archivu, vyplývá, že v době vzniku textu (1978) byla Barényi již „velmi, velmi nemocná“. Olga Barényi Gerstberger zemřela v Mnichově 3. srpna 1978 a je pochována společně s manželem Antonem na mnichovském Nordfriedhof. Manžel ji přežil o 21 let.

### Poválečná reflexe v ČSR
Literární historik Jaroslav Kunc vydal v letech 1945 a 1946 dvoudílný Slovník soudobých českých spisovatelů, obsahující autory, kteří publikovali v období mezi 28. říjnem 1918 a 5. květnem 1945. Olgu Barényi do slovníku nezařadil. Později své rozhodnutí vysvětlil v publikovaném dopisu redakci České osvěty. Hlavním důvodem byl její údajný maďarsko-německý původ, kvůli němuž autorka „neumí pořádně česky a (…) nesvede jednoduché české souvětí“, což někteří kritici zřejmě považovali za „nový románový styl“. I v tomto případě byla tedy její životopisná legenda úspěšná. Roku 1947 inscenovala Jednota divadelních ochotníků Tyl v Prostějově její hru Herečka a Svobodná divadelní scéna v Ústí nad Labem se s jejím Zámkem Miyajima zúčastnila i celostátní přehlídky v Hořicích. V říjnu 1948 byla Gerstbergerová v nepřítomnosti odsouzena trestní nalézací komisí hl. m. Prahy podle tzv. malého retribučního dekretu (za podání žádosti o říšské občanství a dále za „nadávání českému národu a důstojníkům, za vyhrožování Gestapem“) k pokutě 130 tisíc Kč s náhradním trestem 6 měsíců vězení. Soud s jejím manželem byl pro nepřítomnost zastaven. Všechna její díla v češtině byla jakožto „protektorátní brak“ uvedena v seznamu knih, určených k vyřazení z veřejných knihoven v ČSR (vydala jej Hlavní správa tiskového dohledu MV patrně roku 1954). V červenci 1958 na žádost redaktora Rudého práva Karla Douděry a předsedy SPB, poslance Jana Vodičky vypracoval Studijní ústav Ministerstva vnitra ČSR komplexní zprávu, která měla Olgu Barényi po vydání románu Prager Totentanz zkompromitovat jako psychicky labilní osobu a kolaborantku. Druhotně zpráva později napomohla k rekonstrukci životopisu Olgy Barényi, tím že průkazně vyvrací legendu, již si od začátku války úspěšně budovala. Koncem 60. let 20. století se čeští literární vědci pokoušeli po Olze Barényi pátrat, ale narazili na naprostou neochotu žijících pamětníků se k tomuto tématu vyjadřovat. Z hesláře připravovaného Lexikonu české literatury (1985, heslo napsal dr. Petr Šisler) byla vyřazena, její heslo se mohlo objevit až v dodatcích roku 1993. Podnět k novému pátrání a zhodnocení jejího díla přinesl v 90. letech 20. století britský bohemista Robert Pynsent a podrobně se jejím životem a dílem zabývá literární vědec Vladimír Papoušek.

## Dílo

### Próza v češtině
- Janka, Sfinx – B. Janda, Praha 1941;
- Rybí náměstí, Sfinx – B. Janda, Praha 1942;
- Píseň lásky (s výborem povídek Dvacet nejmilejších), Českomoravský kompas, Praha 1942;
- Předehra, Sfinx – B. Janda, Praha 1942;
- Sedmé dveře, Sfinx – B. Janda, Praha 1943 (německy Die siebente Tür, překladatel neuveden, Wien 1946);
- Lhářka (ve svazku ještě Píseň lásky), Českomoravský kompas, Praha 1943;
- Překrásná země, L. Mazáč, Praha 1943;
- Hra pro Danielu, L. Mazáč, Praha 1944 (německy Ein Schauspiel für Daniela, překladatel neuveden, Wien 1948);
- Šťastná Jarinka, Nakladatelství J. Otto, Praha 1944;
- Román, Českomoravský kompas, Praha 1945 a Filip Tomáš – Akropolis, Praha 2015.
- Povídky a jiné krátké texty (povídky, publicistika, rozhlasová groteska Sanatorium Božský klid), Městská knihovna v Praze, Praha 2018 (e-book s životopisnou studií). Ke stažení.

### Rozhlasová hra v češtině
- Sanatorium Božský klid, Rozhlas Čechy-Morava 5. 3. 1942 (datum vysílání), režie Jiří Vasmut[67]

### Divadelní hry v češtině
- Veliká hvězda, Komorní divadlo, Praha (15. 5. 1943), tiskem Českomoravský kompas, Praha 1943[68];
- Herečka, Pražské divadlo na Poříčí (11. 2. 1944), tiskem Českomoravský kompas, Praha 1944 (německy Die Schauspielerin, překlad Robert Michel, nedatovaný strojopis);
- Zámek Miyajima, Národní divadlo v Divadle na Vinohradech, Praha (27. 5. 1944),[69] tiskem Českomoravský kompas, Praha 1944 (německy Schloss Miyajima, překlad Robert Michel, nedatovaný strojopis);
- Ten druhý, nedatovaný strojopis.[70]

### Próza v němčině

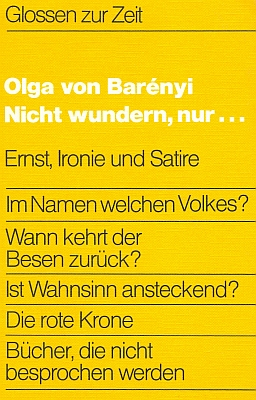
Obálka knihy Nicht wundern, nur…, Verlag Hohe Warte von Bebenburg, Pähl 1977 (?).

- Zwei Tassen Tee (jako Hilde Wangel), Sonnenverlag Bauer & Co., Wien 1948;
- Prager Totentanz, München 1958 a Viöl 2008 (norsky: Dødsdans i Prag, překlad Odd Melsom, na pokračování v týdeníku Folk og Land, Oslo 31/1961 – 23/1964[71]; španělsky Praga: danza de la muerte, překlad José Belloch Zimmermann, Barcelona 1965; česky Pražský tanec smrti, překlad Michaela Škultéty, Plus – Albatros Media, Praha 2012);
- Der tote Briefkasten, München 1960 (nizozemsky Het verraad is onder ons, překlad Sohl van Binsbergen, Antwerpen 1961);
- Das tote Geleise, München 1961;
- Nicht wundern, nur…, Pähl 1977(?).

### Povídky, fejetony a publicistika v časopisech
Ahoj (Praha 1938–1942), Ozvěny domova i světa (Praha 1938), Hvězda českých paní a dívek (Praha 1941), Vkus (Praha 1941–1942), Večer (Praha 1944), Český deník (Plzeň 1944), Nová doba (Plzeň 1944), Die Woche (Wien 1948–1949), Österreichische Volksstimme (Wien 1948–1949), Der Abend (Wien 1948–1949), Jugend voran (Wien 1948), Neue Zeit (Linz 1949), Volkswille (Klagenfurt am Wörthersee 1949), Salzburger Tagblatt (Salcburk 1949), Sudetendeutsche Zeitung (München 1955), Der Europäische Osten (München 1956), Rasselbande (Hamburg 1958), Die Soldaten-Zeitung (München 1958), Folk og Land (Oslo 1958–1962).